# Shiremanstown, Pennsylvania
Shiremanstown, Pennsylvania (енгл. Shiremanstown) град је у америчкој савезној држави Пенсилванија.

## Демографија
По попису из 2010. године број становника је 1.569, што је 48 (3,2%) становника више него 2000. године.
| Група             | 2000.         | 2010.         |
| Белци             | 1.445 (95,0%) | 1.403 (89,4%) |
| Афроамериканци    | 8 (0,5%)      | 36 (2,3%)     |
| Азијати           | 37 (2,4%)     | 24 (1,5%)     |
| Хиспаноамериканци | 8 (0,5%)      | 77 (4,9%)     |
| Укупно            | 1.521         | 1.569         |